# Ceylon britannica
Ceylon britannica (in passato anche noto in italiano come Ceilon o Ceilan) fu una colonia della corona britannica istituita nel 1815 e trasformatasi nel 1948 in un dominion, il Dominion di Ceylon. Dal 1972 è una repubblica col nome di Sri Lanka.
L'autorità alla guida dell'isola fu il Governatore di Ceylon.